# Papouasie méridionale
Pour les articles homonymes, voir Papouasie.
La Papouasie méridionale ou Papouasie du Sud (en indonésien : Papua Selatan) est une province d'Indonésie située sur l'île de Nouvelle-Guinée. Elle s'étend sur 131 493 km2 et sa capitale est Merauke.

## Géographie
La province est établie au sud-est de la Papouasie indonésienne et frontalière avec la Papouasie-Nouvelle-Guinée à l'est. Elle est bordée par la mer d'Arafura au sud et à l'ouest et est limitrophe des provinces de Papouasie des hautes terres au nord et de Papouasie centrale au nord-ouest.

## Histoire
Le 30 juin 2022, le Conseil représentatif du peuple adopte une loi créant trois nouvelles provinces dont celle de Papouasie méridionale, qui est promulguée le 25 juillet. La nouvelle province est officiellement créée le 11 novembre de la même année.

## Administration
La province est divisée en quatre kabupaten d'Asmat, de Boven Digoel, Mappi et Merauke.

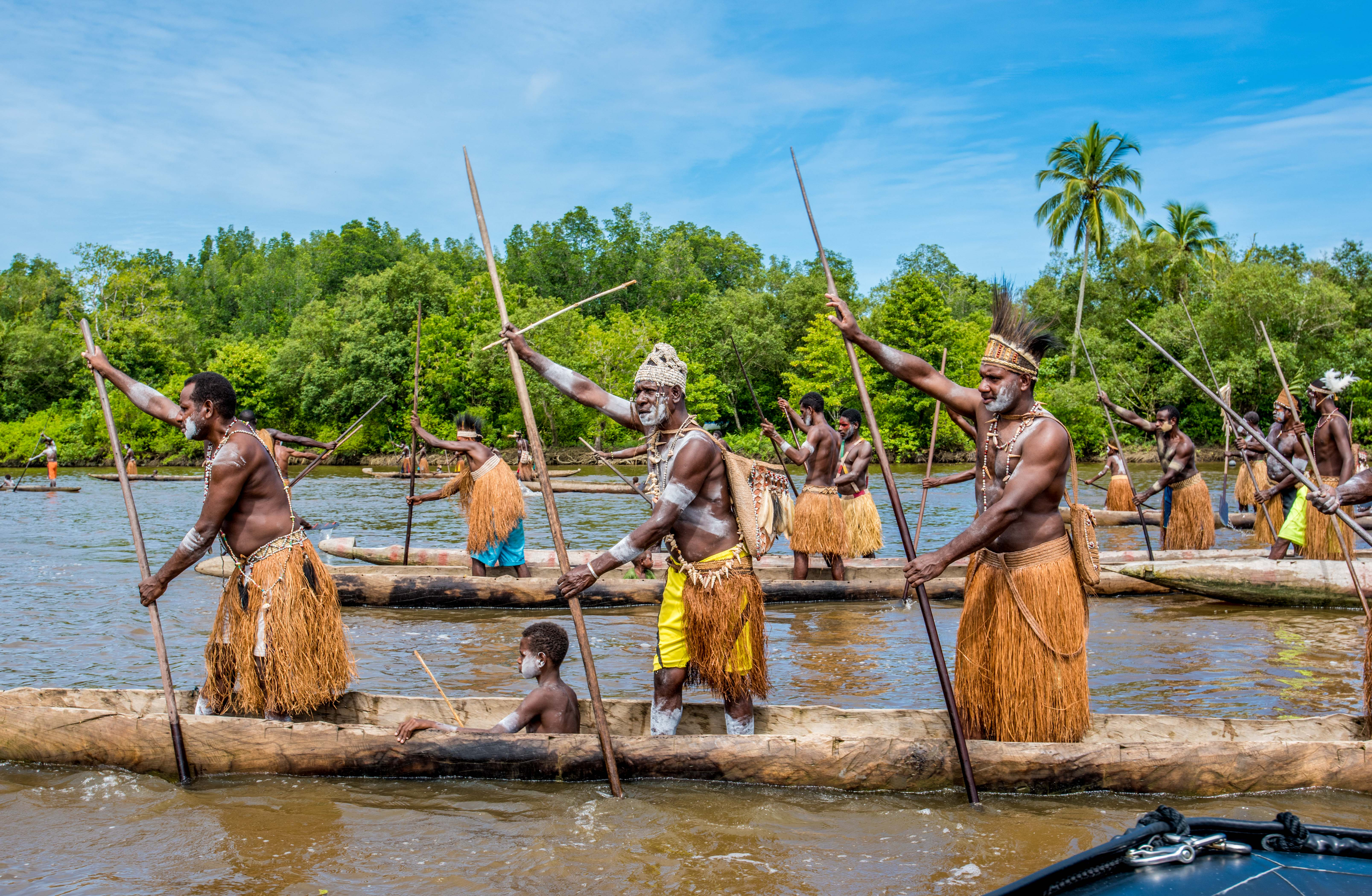
Guerriers de canoë au festival culturel d'Asmat